# 安定门站
安定门站是一个位于中国北京市东城区安定门街道与和平里街道交界北二环路、安定门外大街、安定门内大街、安定门东大街、安定门西大街交叉口安定门桥下方，属于北京地铁2号线的地铁车站。

## 车站結構
这个站位于安定门桥，即安定門西大街－安定門東大街（二环，东西向）与安定門內大街－安定門外大街（南北向）交匯處，呈东西走向。
| 地面层          | 出入口              | A-B出入口                        |
| 地下一层 站厅层 | 站厅                | 票务服务、自动售票机、一卡通充值 |
| 地下二层 站台层 |                     | 2号线外环（鼓楼大街）            |
| 地下二层 站台层 | 岛式站台，左側開门  |                                  |
| 地下二层 站台层 | 2号线内环（雍和宫） |                                  |

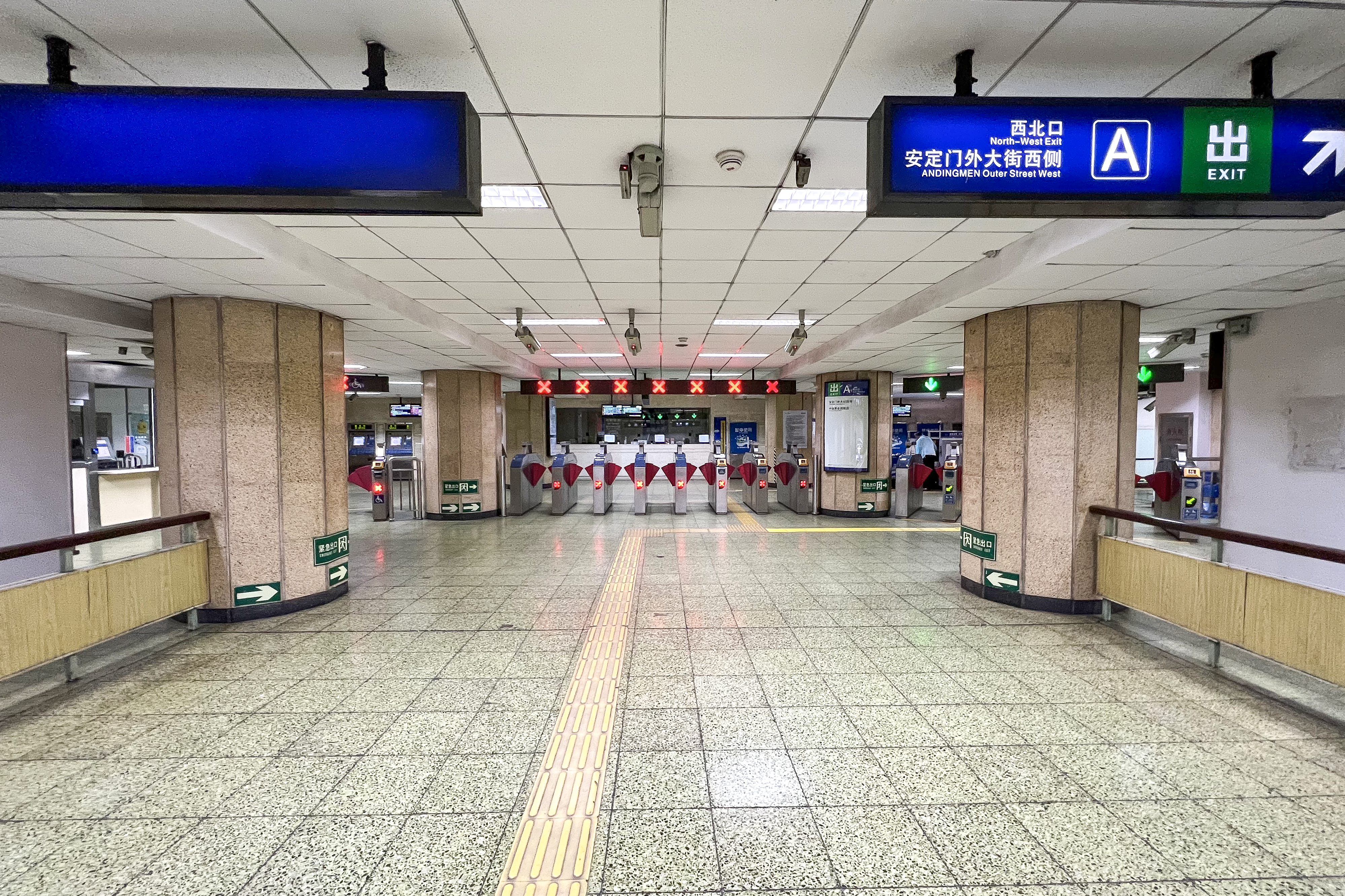
西站厅
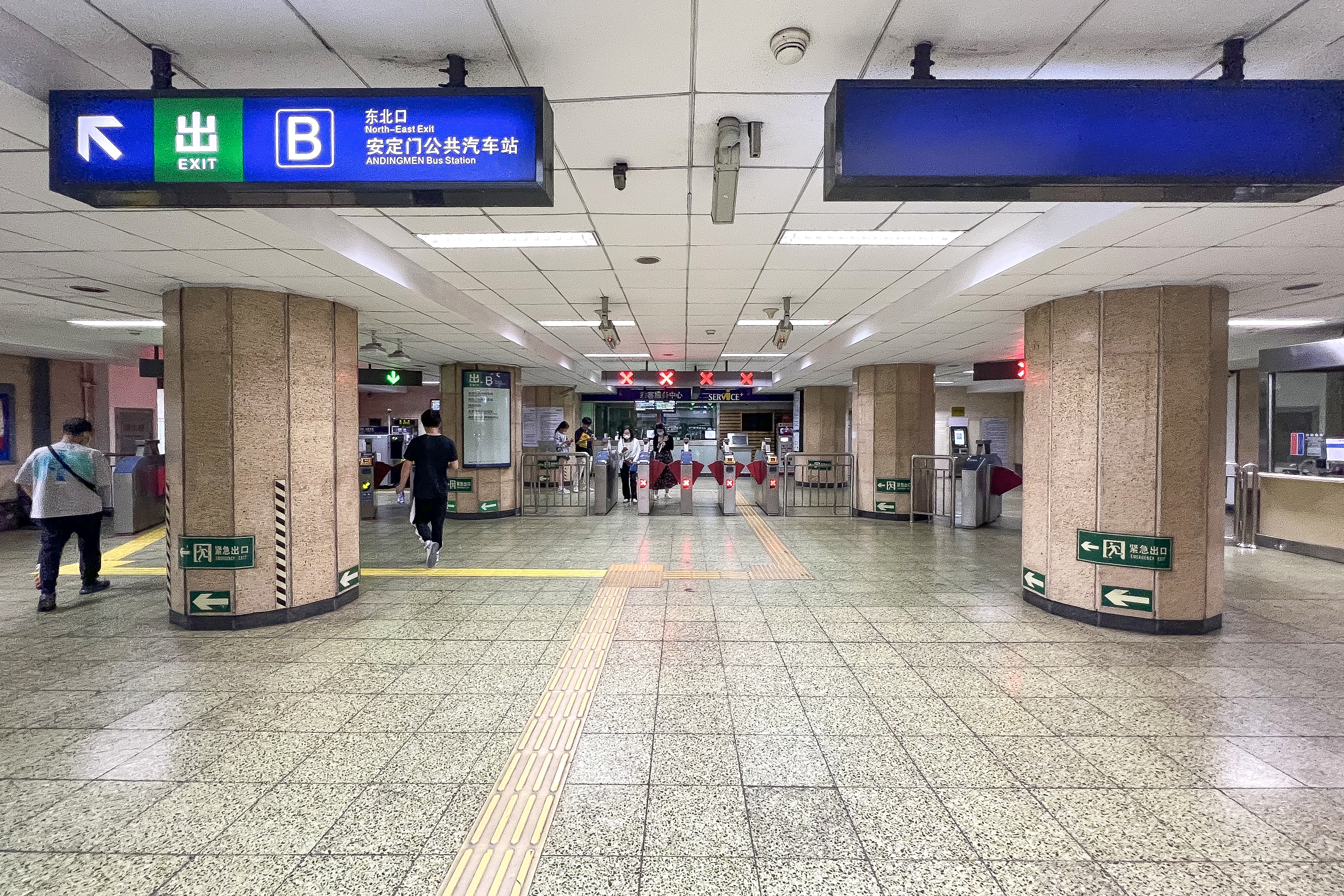
东站厅

## 出口
安定门站一共有2个出口：A西北、B東北。
|                           |                      |                  |      |                |
| 编号                      | 指示                 | 建议前往的目的地 | 图片 | 无障碍设施图片 |
| 出口 · A                  | 安定门外大街（西侧） |                  |      | 不適用         |
| 出口 · B · 轮椅升降台标志 | 安定门外大街（东侧） |                  |      |                |
| 註： 設有輪椅升降台       |                      |                  |      |                |

## 历史
2007年3月24日，本站对东站厅进行封闭改造以安装自动售检票系统，4月27日完工，西站厅则于2007年5月12日至6月4日封闭改造。
2018年初，北京市发改委批复了本站在安定门桥东南、西南各增设一个出入口的项目建议书，但截至2022年10月仍未正式动工。2024年5月，地铁2号线安定门站增建出入口工程初步设计评审通过，将增设C、D出入口。